# MINT: Haz lo que Desees
MINT: Haz lo que Desees, también conocida como Realidad aumentada, es una serie de televisión mexicana producida por Televisa para la plataforma de streaming Blim, y es protagonizada por Kristyan Ferrer, Natasha Dupeyron y Adriana Louvier.
La serie sigue la historia de Memo y la realidad aumentada en la que vivía, junto a sus 4 amigos, decide crear un casco que cambiará la forma en la que se percibe a la raza humana, todo avanza de acuerdo al plan y logran vender su creación en 400 millones, pero no todo sale como lo tenían pensado y se verán envueltos en una serie de acontecimientos.

## Sinopsis
Memo y sus amigos, un grupo de gamers aficionados a la tecnología, consiguen desarrollar el prototipo de un casco de realidad aumentada, invento que promete revolucionar por completo la percepción de toda la raza humana. Una historia escrita en código.

## Elenco
| Actor                  |
| ---------------------- |
| Kristyan Ferrer        |
| Adriana Louvier        |
| Mariano Palacios       |
| Juan Diego Covarrubias |
| Rafael Cebrián         |
| Dolores Heredia        |
| Ari Telch              |
| Natasha Dupeyron       |
| Carlos Segura          |

## Temporada 1
| N.º | Título                                                    |
| --- | --------------------------------------------------------- |
| 1   | 400 Millones                                              |
| 2   | El regalo                                                 |
| 3   | Usos y costumbres                                         |
| 4   | Primer beso                                               |
| 5   | El amor en los tiempos de la autocuantificación mediática |
| 6   | Hombres de fe                                             |
| 7   | La teoría de la nada                                      |
| 8   | Día cero                                                  |
| 9   | La ley de Murphy                                          |
| 10  | Realidad aumentada                                        |